# Maurice Ronet
Maurice Ronet, pseudonimo di Maurice Julien Marie Robinet (Nizza, 13 aprile 1927 – Parigi, 14 marzo 1983), è stato un attore e regista francese.

## Biografia
Sulle orme del padre Émile e della madre Paule, dopo aver frequentato il Conservatoire national supérieur d'art dramatique di Parigi (tra i suoi insegnanti, l'illustre Jean-Louis Barrault), iniziò la carriera artistica come attore di teatro, soprattutto in lavori contemporanei. Esordì nel cinema nel 1949 con il film Le sedicenni di Jacques Becker, uno studio sui comportamenti della gioventù parigina del dopoguerra, che ebbe il merito di lanciare anche gli attori Daniel Gélin, Brigitte Auber e Nicole Courcel. La definitiva consacrazione di Ronet si deve però ai ruoli interpretati diversi anni dopo in due film di Louis Malle, Ascensore per il patibolo (1957) e, soprattutto, Fuoco fatuo (1963), di cui fu protagonista.
La sua estrazione sociale e culturale, unite ad una "misura e sottigliezza recitativa, sia che interpretasse giovani ambigui e tormentati o borghesi deboli e viziati o ancora uomini in preda ad una lucida disperazione" lo resero attore congeniale ai corrosivi ritratti della famiglia borghese tipici della cinematografia di Claude Chabrol. Gran parte del percorso artistico dell'attore è composto di caratterizzazioni di personaggi della borghesia, siano essi vacui rampolli di ricche famiglie, come in Delitto in pieno sole (1959), interpretato con Alain Delon, o Il peccato degli anni verdi (1960), comandanti partigiani come in La lunga marcia (1966), scrittori o intellettuali in crisi, come in Tre camere a Manhattan (1965), Gli uccelli vanno a morire in Perù (1967), Les femmes (1969), spesso invischiati in torbide vicende affettive. Nel 1971 partecipò al film Unico indizio: una sciarpa gialla.
Negli anni precedenti la sua prematura scomparsa si dedicò con più intensità alla regia, in particolare adattando per la TV, classici di Herman Melville e Edgar Allan Poe. Sposato con Josephine Chaplin, da cui ha avuto un figlio, Julien Ronet (nato nel 1980), morì a Parigi nel 1983 per un cancro ai polmoni, a 55 anni. Riposa nel cimitero di Bonnieux, villaggio della Provenza, eletto a residenza dalla metà degli anni sessanta.

## Filmografia

### Attore
- Le sedicenni (Rendez-vous de juillet), regia di Jacques Becker (1949)
- La grande rivale (Un grand patron), regia di Yves Ciampi (1951)
- I sette peccati capitali (Les sept péchés capitaux), regia di Yves Allégret e Claude Autant-Lara (1952)
- Amanti nemici (La jeune folle), regia di Yves Allégret (1952)
- Orizzonti senza fine (Horizons sans fin), regia di Jean Dréville (1953)
- F.B.I. Divisione criminale (La môme vert de gris), regia di Bernard Borderie (1953)
- Lucrezia Borgia (Lucrèce Borgia), regia di Christian-Jaque (1953)
- Le guérisseur, regia di Yves Ciampi (1953)
- El torero, regia di René Wheeler (1954)
- Casa Ricordi, regia di Carmine Gallone (1954)
- Casta Diva, regia di Carmine Gallone (1954)
- Gueule d'ange, regia di Marcel Blistène (1955)
- Gli aristocratici (Les aristocrates), regia di Denys de La Patellière (1955)
- La strega (La sorcière), regia di André Michel (1956)
- Polizia sezione scomparsi (Section des disparus), regia di Pierre Chenal (1956)
- Colui che deve morire (Celui qui doit mourir), regia di Jules Dassin (1957)
- Ascensore per il patibolo (Ascenseur pour l'échafaud), regia di Louis Malle (1957)
- Scuola di spie (Carve Her Name with Pride), regia di Lewis Gilbert (1958)
- Quella notte (Cette nuit-là), regia di Maurice Cazeneuve (1958)
- Un jeudi comme les autres, regia di Daniel Wronecki (1959) (voce)
- Questo corpo tanto desiderato (Ce corps tant désiré), regia di Luis Saslavsky (1959)
- Duello implacabile (Carmen la de Ronda), regia di Tulio Demicheli (1959)
- Delitto in pieno sole (Plein soleil), regia di René Clément (1960)
- Ultimo tango (Mi último tango), regia di Luis César Amadori (1960)
- Il peccato degli anni verdi, regia di Leopoldo Trieste (1960)
- Le rendez-vous de minuit, regia di Roger Leenhardt (1961)
- Desideri proibiti (Les grandes personnes), regia di Jean Valère (1961)
- Portrait-robot, regia di Paul Paviot (1962)
- Liberté I, regia di Yves Ciampi (1962)
- La spiata (La dénonciation), regia di Jacques Doniol-Valcroze (1962)
- L'omicida (Le meurtrier), regia di Claude Autant-Lara (1963)
- Tempesta su Ceylon (Das Todesauge von Ceylon), regia di Giovanni Roccardi (1963)
- Spionaggio a Casablanca (Noches de Casablanca), regia di Henri Decoin (1963)
- Fuoco fatuo (Le feu follet), regia di Louis Malle (1963)
- I vincitori (The Victors), regia di Carl Foreman (1963)
- Le voleur de Tibidabo, regia di Maurice Ronet (1964)
- Le puits et le pendule (cortometraggio) regia di Alexandre Astruc (1964)
- I disperati della gloria (Le parias de la gloire), regia di Henri Decoin (1964)
- Un amore e un addio (Donde tú estés), regia di Germán Lorente (1964)
- Il piacere e l'amore (La ronde), regia di Roger Vadim (1964)
- Tre camere a Manhattan (Trois Chambres à Manhattan), regia di Marcel Carné (1965)
- La lunga marcia (La longue marche), regia di Alexandre Astruc (1966)
- La linea di demarcazione (La ligne de démarcation), regia di Claude Chabrol (1966)
- Né onore né gloria (Lost Command), regia di Mark Robson (1966)
- Amador, regia di Francisco Regueiro (1966)
- Il giardino delle delizie, regia di Silvano Agosti (1967)
- Le scandale - Delitti e champagne (Le scandale), regia di Claude Chabrol (1967)
- Criminal story (La route de Corinthe), regia di Claude Chabrol (1967)
- Calda e... infedele (Un diablo bajo la almohada), regia di José María Forqué (1968)
- Tre passi nel delirio (Histoires extraordinaires), regia di Louis Malle e Federico Fellini (1968) (voce, non accreditato)
- Gli uccelli vanno a morire in Perù (Les oiseaux vont mourir au Pérou), regia di Romain Gary (1968)
- Uffa papà quanto rompi! (How Sweet It Is!), regia di Jerry Paris (1968)
- Delphine, regia di Eric Le Hung (1969)
- Stéphane, una moglie infedele (La femme infidèle), regia di Claude Chabrol (1969)
- La piscina (La piscine), regia di Jacques Deray (1969)
- La donna scarlatta (La femme écarlate), regia di Jean Valère (1969)
- Les femmes, regia di Jean Aurel (1969)
- Splendori e miserie di Madame Royale, regia di Vittorio Caprioli (1970)
- Indagine su un parà accusato di omicidio (Le dernier saut), regia di Edouard Luntz (1970)
- La moglie nuova (La modification), regia di Michel Worms (1970)
- Il cadavere dagli artigli d'acciaio (Qui?), regia di Leonard Keigel (1970)
- Un peu, beaucoup, passionnément, regia di Robert Enrico (1971)
- Le notti boccaccesche di un libertino e di una candida prostituta (Raphaël ou le débauché), regia di Michel Deville (1971)
- Unico indizio: una sciarpa gialla (La maison sous les arbres), regia di René Clément (1971)
- L'heure éblouissante, regia di Jeannette Hubert (1971) - film tv
- La chambre rouge, regia di Jean-Pierre Berckmans (1972)
- L'odore delle belve (L'odeur des fauves), regia di Richard Balducci (1972)
- Improvvisamente una sera... un amore (Les galets d'Étretat), regia di Sergio Gobbi (1972)
- Il diavolo nel cervello, regia di Sergio Sollima (1972)
- Il clan del quartiere latino (Sans sommation), regia di Bruno Gantillon (1973)
- Una donna come me (Don Juan ou Si Don Juan était une femme...), regia di Roger Vadim (1973)
- L'affaire Crazy Capo, regia di Patrick Jamain (1973)
- La seduzione, regia di Fernando Di Leo (1973)
- Commissariato di notturna, regia di Guido Leoni (1974)
- Contratto marsigliese (The Marseille Contract), regia di Robert Parrish (1974)
- Le cri du coeur, regia di Claude Lallemand (1974)
- Les fargeot (1974) - serie tv
- Uccidete l'agente Lucas (Die Antwort kennt nur der Wind), regia di Alfred Vohrer (1974)
- Jackpot, regia di Terence Young (1975)
- La profonda luce dei sensi (La messe dorée), regia di Beni Montresor (1975)
- Perché si uccidono (La merde), regia di Mauro Macario (1975)
- Bis zur bitteren Neige, regia di Gerd Oswald (1975)
- À l'ombre d'un été, regia di Jean-Louis van Belle (1976)
- Peut-être en automne, regia di Jeannette Hubert (1976) - film tv
- Oh, mia bella matrigna, regia di Guido Leoni (1976)
- Nuit d'or, regia di Serge Moati (1976)
- L'homme de sable, regia di Jean-Paul Carrère (1976) - film tv
- Madame Claude, regia di Just Jaeckin (1977)
- Emmenez-moi au Ritz, regia di Pierre Grimblat (1977) - film tv
- Morte di una carogna (Mort d'un pourri), regia di Georges Lautner (1977)
- Les magiciens du futur, regia di Peter Sykes (1978) - film tv
- Madame le juge (1978) - serie tv
- I gialli insoliti di William Irish (Histoires insolites) (1979) - serie tv
- Linea di sangue (Bloodline), regia di Terence Young (1979)
- Orient-Express (1980) - serie tv
- Sfinge (Sphinx), regia di Franklin J. Schaffner (1981)
- Ormai sono una donna (Beau-père), regia di Bertrand Blier (1981)
- L'atterrissage, regia di Eric Le Hung (1981) - film tv
- Ce fut un bel été, regia di Jean Chapot (1982) - film tv
- La nuit du général Boulanger, regia di Hervé Bromberger (1982) - film tv
- La guerrigliera (La guérrilléra), regia di Pierre Kast (1982)
- Un matin rouge, regia di Jean-Jacques Aublanc (1982)
- La déchirure, regia di Franck Apprederis (1982) - film tv
- La spiata (La balance), regia di Bob Swaim (1982)
- 1960, terza liceo... e fu tempo di rock and roll (Surprise Party), regia di Roger Vadim (1983)

### Regista
- Le voleur de Tibidabo (1965)
- L'île des dragons (1973)
- Bartleby (1976)
- I racconti di Edgar Allan Poe (Histoires extraordinaires) (1981) – serie tv, episodi Ligeia - Le scarabée d'or

## Doppiatori italiani
- Giuseppe Rinaldi in I sette peccati capitali, Casa Ricordi, Casta Diva, Ascensore per il patibolo, Delitto in pieno sole, Il peccato degli anni verdi, Desideri proibiti, La piscina, Oh, mia bella matrigna
- Sergio Graziani in Le scandale - Delitti e champagne, Stéphane, una moglie infedele, Splendori e miserie di Madame Royale, Il diavolo nel cervello
- Michele Kalamera in Indagine su un parà accusato di omicidio, Il cadavere dagli artigli d'acciaio, Unico indizio: una sciarpa gialla
- Cesare Barbetti in Né onore né gloria, Il clan del quartiere latino
- Pino Colizzi in La seduzione, Contratto marsigliese
- Oreste Lionello in Scuola di spie
- Riccardo Cucciolla in Fuoco fatuo
- Pino Locchi in Improvvisamente una sera... un amore
- Giorgio Gusso in Commissariato di notturna
- Luciano De Ambrosis in Perché si uccidono (La merde)
- Gianni Giuliano in Morte di una carogna
- Gianni Marzocchi in Linea di sangue

## Riconoscimenti
- Festival internazionale del cinema di San Sebastián
  - 1967 – Miglior attore per Le scandale - Delitti e champagne